# Bolu
För andra betydelser, se Bolu (olika betydelser).
Bolu (grekiska: Βιθύνιον /Vithinion, Latin: Bithynium eller Claudiopolis) är en stad i Turkiet, huvudort i provinsen med samma namn.
Bolu var under 1900-talet känt för sin textilindustri. Utanför staden finns ruinerna efter den antika staden Bithynion, under romersk kejsartid kallad Clauidopolis, och vilken i förkortad form gett Bolu dess namn.